# ZeroNet
ZeroNet – zdecentralizowana, sieć peer-to-peer. Napisana w Pythonie na licencji GPL. Zamiast adresu IP, witryny są identyfikowane przez klucz publiczny (konkretnie adres bitcoin). Klucz prywatny umożliwia właścicielowi witryny podpisanie i publikowanie zmian, które rozpowszechniają się w sieci. Strony można odwiedzać za pomocą zwykłej przeglądarki internetowej przy użyciu aplikacji ZeroNet, które działa jako lokalny serwer WWW dla tych stron. Poza użyciem kryptografii bitcoin, Zeronet korzysta z trackerów z sieci BitTorrent do negocjowania połączeń między rówieśnikami. ZeroNet nie jest domyślnie anonimowy, ale użytkownicy mogą ukryć swój adres IP, korzystając z sieci Tor.